# はいうぇい 人街ネット
はいうぇい 人街ネット（はいうぇい ひとまちネット）は、東日本高速道路（NEXCO東日本）東北支社が活動の中心となっている地域連携活動の組織である。
また、東北地方各地のラジオ局で放送されているラジオ番組の名称でもある。NEXCO東日本の一社提供。

## 概要

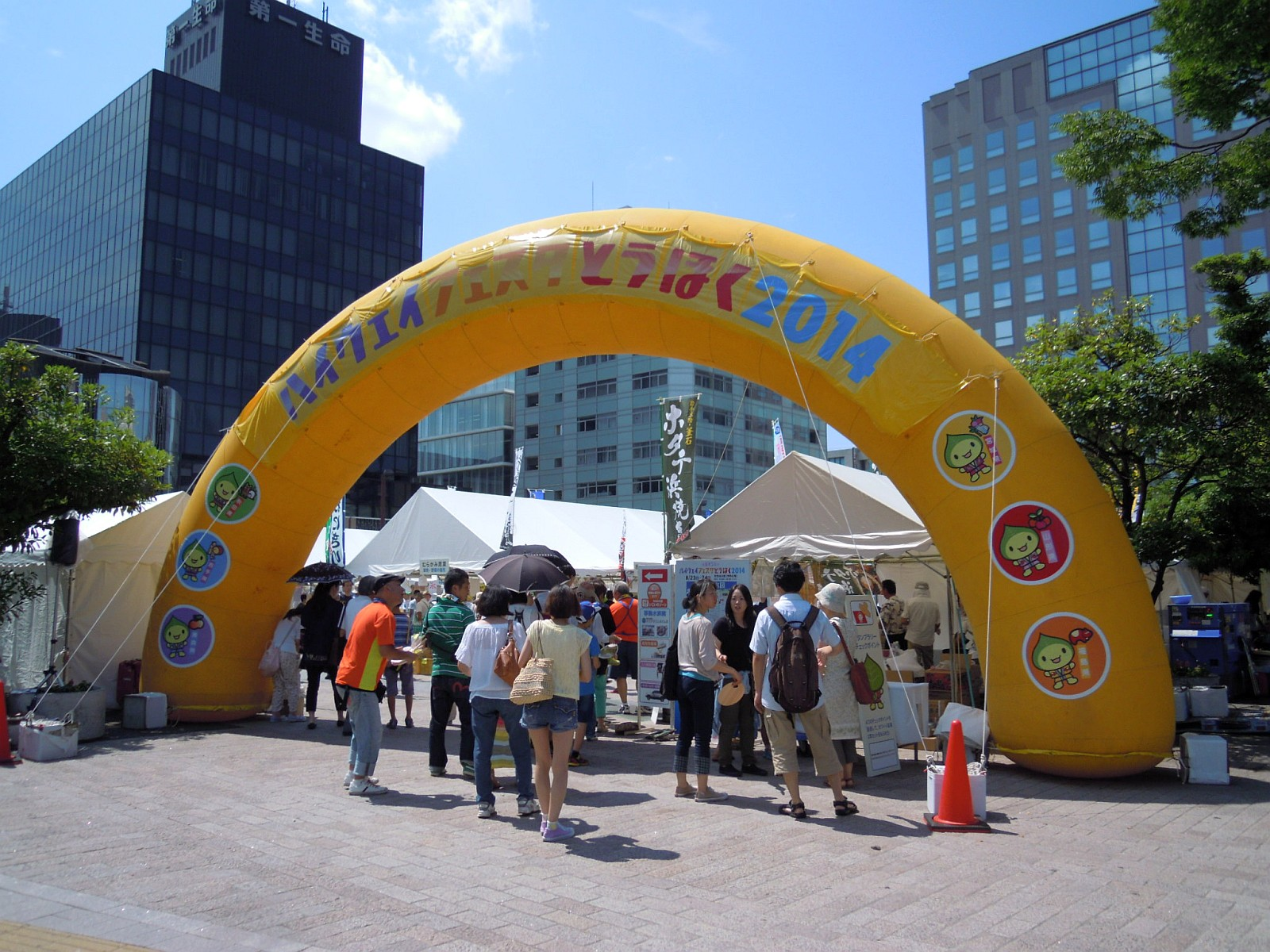
「ハイウェイフェスタとうほく2014」会場入口の様子

東日本高速道路株式会社となる以前（日本道路公団時代）は「人街ハイウェイネット」の名称であったが、新会社発足時に新たな組織として始動している。
東北地方のラジオ局でミニ番組を放送しているほか、毎年夏に仙台市の勾当台公園で「ハイウェイフェスタとうほく（2011年までは「ハイウェイコミュニケーションin東北」という名称）」というイベントを開催している。「ハイウェイフェスタとうほく」では、東北6県の郷土芸能のステージや飲食物販スペースが設けられ、2日間で約5万人の人出がある。
また、イメージキャラクターの「みちのこはっぴ～くん」は、高速道路のイベントや東北各地の地域イベントにも参加している。

## ラジオ番組
- 2008年開始。
- 東北地方の県域ラジオ局と東北コミュニティ放送協議会加盟のコミュニティFM局で放送されている。

### 内容
- 高速道路利用時のアドバイスやお得な情報などを放送している。
  - 県域放送局版は企画ネット番組で、放送局によってはラジオドラマ形式の放送をしている。
  - コミュニティFM版は全局で同一内容のものが放送されている。

### 放送時間

#### 県域AM・FM局
| 放送地域 | 放送局                     | 番組タイトル                  | 放送時間                                  | 内包番組                                                         | 備考              |
| -------- | -------------------------- | ----------------------------- | ----------------------------------------- | ---------------------------------------------------------------- | ----------------- |
| 青森県   | エフエム青森（AFB）        | はいうぇい 人街ネット青森     | 金曜 12:50 - 12:55                        | 単独番組                                                         |                   |
| 青森県   | 青森放送（RAB）            | はいうぇい 人街ネット青森     | 金曜 15:05 - 15:10                        | 「らじすく!エア」内                                              |                   |
| 岩手県   | IBC岩手放送（IBC）         | NEXCOハイウェイナビ           | 月曜 9:55 - 10:00 土曜 11:55 - 12:00      | 「朝からRADIO」内 「水越かおるのすっぴん土曜日」内               |                   |
| 秋田県   | エフエム秋田（AFM）        | あきたはいうぇい 人街ネット   | 金曜 12:50 - 13:00                        | 単独番組                                                         |                   |
| 宮城県   | 東北放送（tbc）            | はいうぇい 人・街・ネット     | 木曜 11:10 - 11:15                        | 「en∞Voyage」内                                                  |                   |
| 山形県   | 山形放送（YBC）            | はいうぇい 人街ネット山形     | 火曜・木曜 13:37 - 13:42 土曜 8:50 - 8:55 | 「ゲツキンラジオ ぱんぱかぱーん」内 「安藤勲の土曜は最高MAX!」内 |                   |
| 福島県   | ラジオ福島（rfc）          | はいうぇい 人街ネットふくしま | 土曜 10:15 - 10:35                        | 「SUNKIN」内                                                     | [ 6 ] [ 7 ] [ 8 ] |
| 福島県   | エフエム福島（ふくしまFM） | はいうぇい 人街ネットふくしま | 土曜 11:00 - 11:25                        | 単独番組                                                         |                   |

#### コミュニティFM
放送時間の早い順から記載。
| 放送地域 | 放送局                            | 放送時間                              | 内包番組                                                  | 備考 |
| -------- | --------------------------------- | ------------------------------------- | --------------------------------------------------------- | ---- |
| 岩手県   | FM One                            | 木曜・金曜 6:50 - 6:55                | 単独番組                                                  |      |
| 福島県   | SEA WAVE FMいわき                 | 木曜 6:54 - 7:00 金曜 8:28 - 8:33     | 単独番組 「おはよう!いわき 762」内                        |      |
| 宮城県   | エフエムいわぬま                  | 木曜・金曜 7:45 - 7:50                | 「モーニングスマイル」内                                  |      |
| 山形県   | ハーバーRADIO                     | 木曜・金曜 8:20 - 8:25                | 「モーニング・ハーバー」内                                |      |
| 青森県   | エフエムアップルウェーブ          | 木曜 8:25 - 8:30 金曜 9:24 - 9:30     | 「モーニングカフェラッチェ 情報満載生ワイド!」内 単独番組 |      |
| 山形県   | エフエムい～じゃん おらんだラジオ | 木曜・金曜 8:30 - 8:35                | 「おらんだの朝 けさらじ」内                               |      |
| 秋田県   | エフエム椿台                      | 木曜・金曜 8:45 - 8:50                | 「元気DAYつばきDAY」内                                    |      |
| 福島県   | FM 愛'S                           | 木曜・金曜 8:50 - 8:55                | 「朝ナビ!スクエア」内                                     |      |
| 福島県   | FM Mot.com                        | 木曜・金曜 8:54 - 9:00                | 「グッドモーニングカフェ」内                              |      |
| 山形県   | エフエムNCV おきたまGO!           | 木曜・金曜 8:55 - 9:00                | 「Morning クローバー」内                                  |      |
| 福島県   | 喜多方シティエフエム              | 木曜・金曜 9:00 - 9:05                | 「モーニングショット」内                                  |      |
| 岩手県   | みやこハーバーラジオ              | 木曜・金曜 9:53 - 10:00               | 「マイプレイリスト」内                                    |      |
| 宮城県   | ラジオ石巻                        | 木曜・金曜 9:54 - 10:00               | 「らじいしワイド764」内                                   |      |
| 秋田県   | 秋田コミュニティー放送            | 木曜 9:55 - 10:00 金曜 9:25 - 9:30    | 単独番組                                                  |      |
| 青森県   | エフエムジャイゴウェーブ          | 木曜・金曜 10:30 - 10:35              | 「ラジドキ」内 「じゃい金」内                             |      |
| 宮城県   | BAY WAVE                          | 木曜・金曜 10:30 - 10:35              | 「Good Day For You」内                                    |      |
| 宮城県   | ラジオ3                           | 木曜・金曜 10:35 - 10:40              | 「be A-live」内                                           |      |
| 宮城県   | FMいずみ                          | 木曜・金曜 10:35 - 10:40              | 「be A-live」内                                           |      |
| 山形県   | ラジオモンスター                  | 木曜・金曜 10:45 - 10:50              | 「Mon-bran」内                                            |      |
| 岩手県   | 奥州エフエム                      | 木曜・金曜 10:53 - 11:00              | 単独番組                                                  |      |
| 岩手県   | ラヂオもりおか                    | 木曜 11:00 - 11:05 金曜 10:20 - 10:25 | 「ACTIVE FOLDER」内                                       |      |
| 福島県   | FM POCO                           | 木曜・金曜 11:00 - 11:05              | 単独番組                                                  |      |
| 宮城県   | H@!FM                             | 木曜・金曜 11:15 - 11:20              | 「しゃべらいんラジオ」内                                  |      |
| 青森県   | Be FM                             | 木曜・金曜 11:25 - 11:30              | 単独番組                                                  |      |
| 青森県   | FMごしょがわら G.Radio            | 木曜・金曜 11:53 - 12:00              | 「フォーチュン☆Radio」内                                  |      |
| 秋田県   | FMゆーとぴあ                      | 木曜・金曜 11:53 - 12:00              | 「キラキラ☆Brunch Time」内                                |      |
| 青森県   | FM AZUR                           | 木曜・金曜 11:54 - 12:00              | 「アジュールランチタイムチャット」内                      |      |